# ディ・クルップス
ディ・クルップス（Die Krupps、ドイツ語発音: [diː ˈkʁʊps]、The Krupps）は、ドイツのインダストリアル・メタル/EBMバンドで、1980年にデュッセルドルフでユルゲン・エングラーとベルンワード・マラカによって結成された。
バンドは、パーカッシブなインダストリアル・サウンドの『鉄工所交響曲』(1981年)から、よりシンセポップなスタイルの『死亡遊戯』(1982年)や『全速前進』(1985年）を発表し、後者には初の英語曲が収録されている。その後、インダストリアル・メタル・バンドとしての地位を確立し、1992年から1997年にかけて『I』から『IV』までの4枚のアルバムをリリースしたが、1997年以降も追加のアルバムをリリースしており、その中には主にエレクトロ・インダストリアルな作品も含まれている。2005年の再結成以降では『Als wären wir für immer』(2010年)や『ザ・マシニスツ・オブ・ジョイ』(2013年)などを経て、『V - Metal Machine Music』(2015年)で1990年代に追求したメタル・サウンドを復活させた。

## 概要

### 初期（1980年-1985年）
バンド名は「The Krupps」と訳され、第二次世界大戦前後のドイツの主要産業家の一つであるクルップ王朝に由来する。バンドはいくつかのインタビューで、ドイツの架空の産業王朝であるエッセンベック家を描いたヴィスコンティの1969年の映画『地獄に堕ちた勇者ども (The Damned)』が主なインスピレーションになったと述べている。バンドのファースト・アルバム『鉄工所交響曲』で聴ける初期のサウンドは、金属製の打楽器や本物の楽器を使った工業工場のノイズのミックスを示していた。その後、EP『真の労働・真の報酬』や1982年のアルバム『死亡遊戯』では、実験的なサウンドではなく、よりシンセサイザーをベースにしたサウンドに移行したが、金属的なパーカッションは健在であった。その後、『全速前進』をリリースすると、バンドはほとんどメタリックなパーカッションを放棄し、より1980年代のニュー・ウェイヴのようなサウンドになっていった。1980年代半ば、ユルゲン・エングラーは自身のレコード・レーベル「Atom-H」で、主にスラッシュ・メタルやハードコア・パンクを演奏するバンドと契約するようになった。この影響は、1990年代の音楽的変化に重要な役割を果たすことになる。

### 人気の高まりとメタル作品のリリース（1989年-1997年）
1989年、ラルフ・ドーパーはニッツァー・エブとのコラボレーションを開始し、ユルゲン・エングラーと共に制作した古いディ・クルップスの楽曲（すなわち「Machineries of Joy」、1980年代初頭の彼らの楽曲「Wahre Arbeit, wahrer Lohn (真の労働・真の報酬)」の新バージョン）を発表した。このレコードのチャートでの成功（ビルボードチャート）により、エングラーとドーパーがフロントを務めるディ・クルップスが再活動することになった。イギリスのバンド、ニッツァー・エブとのコラボレーションの実現は、ヨーロッパでのエレクトロニック・ボディ・ミュージックの発展に大きく貢献した。
1992年には、ギターやヘヴィメタルのサウンドを取り入れ、アルバム『I』をリリースしている。メタリカの曲をカバーして構成された『トリビュート・トゥ・メタリカ』を発表した。エレクトロニックとメタルの要素を組み合わせることは先駆的な試みであり、より深みのあるインダストリアル・サウンドを維持するために、他の多くのバンドがエレクトロニックとメタルのコンボをテンプレートとして使用するようになった。バンドはこの流れを1990年代まで続け、1993年には『II - The Final Option』（アルバム・ジャケットはディープ・パープルの『マシン・ヘッド』に影響を受けている）をリリースした。1995年には、より実験的で物静かな『オデッセー・オブ・ザ・マインド (III - Odyssey of the Mind)』がリリースされた。。
1997年、よりヘヴィなグルーヴ・メタルの影響を受けたアルバム『Paradise Now』（非公式には『IV』と呼ばれている）のリリース後、バンドは解散した。ユルゲン・エングラーはディ・クルップス解散後の1997年にプロジェクトDKay.comを立ち上げ、『Decaydenz』(2000年)と『Deeper into the Heart of Dysfunction』 (2002年)という2枚のアルバムをリリースした。

### 再結成とその後（2005年- ）
ディ・クルップスは25周年を記念して、2005年と2006年にヨーロッパのいくつかの主要なフェスティバルに出演し、ソロ活動も行った。2007年秋、ディ・クルップスの25周年を祝うために2枚のベスト・アルバム『Too Much History – The Electro Years Vol. 1』『Too Much History – The Metal Years Vol. 2』がリリースされた。これは当時の新曲4曲を含む、完全収録の往年の名曲集となっている。「The Great Divide」「5 Millionen」に、ポップ・ウィル・イート・イットセルフのカバー曲「Ich bin ein Ausländer」とヴィサージの「Der Amboss」（元々は2年前、「Wahre Arbeit, wahrer Lohn」の再販時にB面としてリリースされたもの）が収録されている。この2枚のアルバムは2枚組の『Too Much History』としてまとめられた。

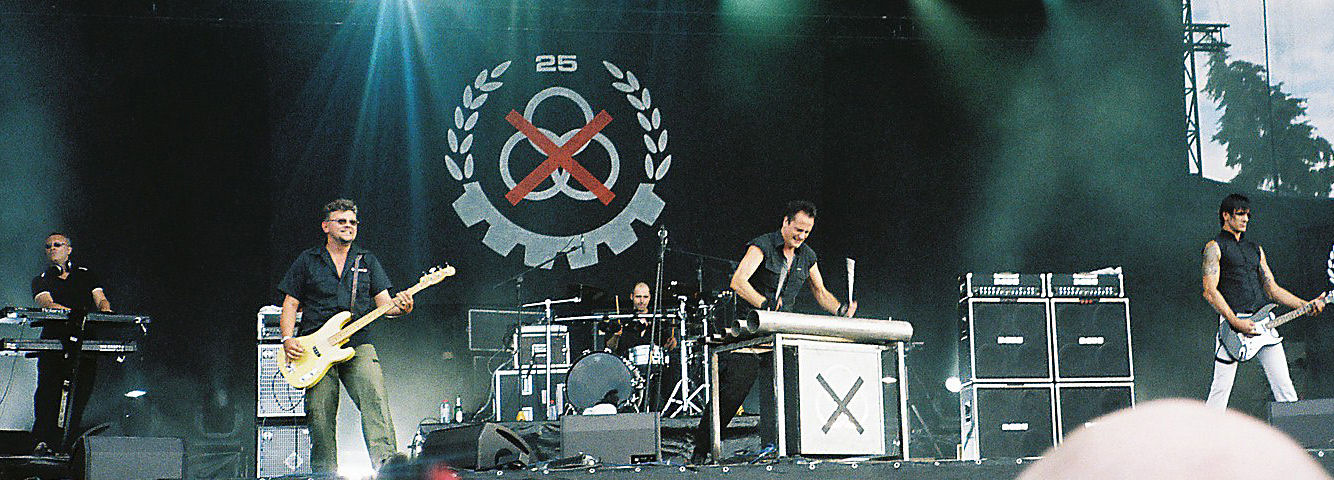
ディ・クルップス（2006年）

影響力のあるディ・クルップスのバック・カタログが、リマスターおよびエクステンデッド・バージョンとして再発された。これまでに『Stahlwerksynfonie』『Vole Kraft voraus』『I』『Final Option』という4枚のアルバムが再リリースされている。2009年には『死亡遊戯 (Vole Kraft voraus!)』のリミックスEP『Vole Kraft Null Acht』がリリースされた。
2010年、ディ・クルップスは『Als wären wir für immer』というEPをリリースした。このEPは、エレクトロニック・ベースのオリジナル曲2曲、メタル・ベースのオリジナル曲2曲、そしてプロパガンダによる1980年代のヒット曲「Dr Mabuse」のカバーで構成されている。そして1997年の新曲「True Work, True Pay」の30年を記念して、ディ・クルップスは2011年春にニッツァー・エブとの共同ヨーロッパ・ツアーを発表した。
2013年には、1997年以来の本格的な新作となるインダストリアル/EBM作品『ザ・マシニスツ・オブ・ジョイ』を発表し、2015年にはヘヴィメタルに影響を受けたアルバム『V - Metal Machine Music』を発表している。2016年には、バンドのファースト・アルバム『鉄工所交響曲 (Stahlwerksynfonie)』の続編となる『Stahlwerkrequiem』をレコーディングした。その年の後半には、元々2014年に録音されたライブ・アルバム『Live im Schatten der Ringe』をリリース。2019年には、アルバム『Vision 2020 Vision』をリリースした。さらに2019年には、ユルゲン・エングラーがディーノ・カザレスをフィーチャーしたインダストリアル・メタルのスーパーグループ「Dieklute」を結成。ディーノ・カザレス（フィア・ファクトリー）とクラウス・ラーセン（レザー・ストリップ）を起用し、2019年にBandcampから『Planet Fear』と題したアルバムをリリースした。

## 遺産
世界中の批評家は、ディ・クルップスをクラフトワークやアインシュテュルツェンデ・ノイバウテンと並ぶ、電子音楽とインダストリアル・ミュージックの先駆者と称し、フロント242やニッツァー・エブなどのバンドは彼らをインスピレーションの源と呼び、彼らの音楽的アイデアはデペッシュ・モードからデトロイト・テクノの革新的な先駆者たちまでを含む、幅広い音楽のサウンドに取り入れられていった。また、彼らはヘヴィメタルとエレクトロニック・ミュージックを融合させた先駆者の一人としても知られている。
1981年の初期録音『鉄工所交響曲』と『真の労働・真の報酬』で高い評価を得た初期ラインナップの一員であったラルフ・ドーパーは、1982年にバンドを脱退し、プロパガンダを結成した。プロパガンダは、1980年代に国際的に成功した数少ないドイツのバンドの一つとなった。

## バンド・メンバー

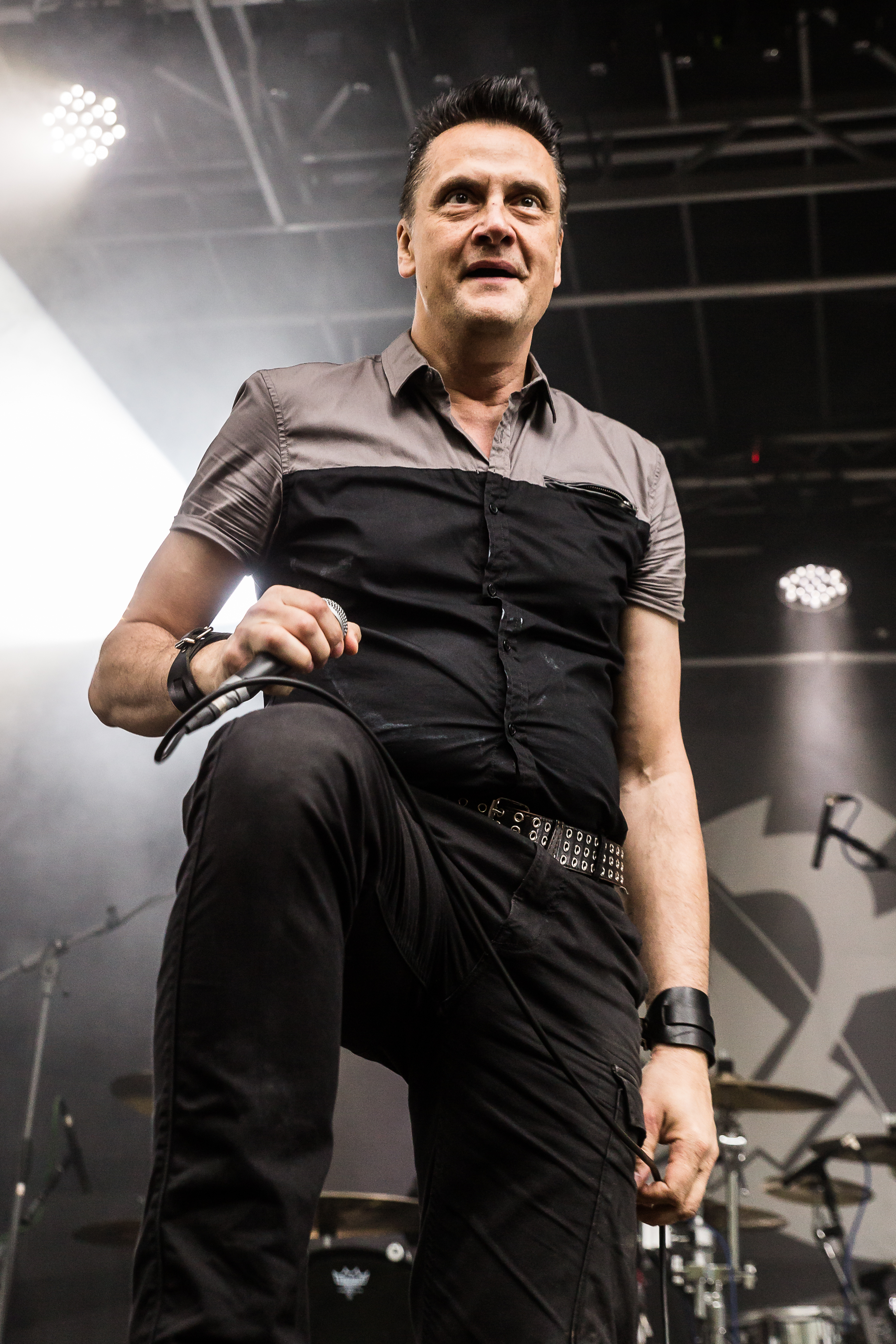
リードシンガーのユルゲン・エングラー（2018年）

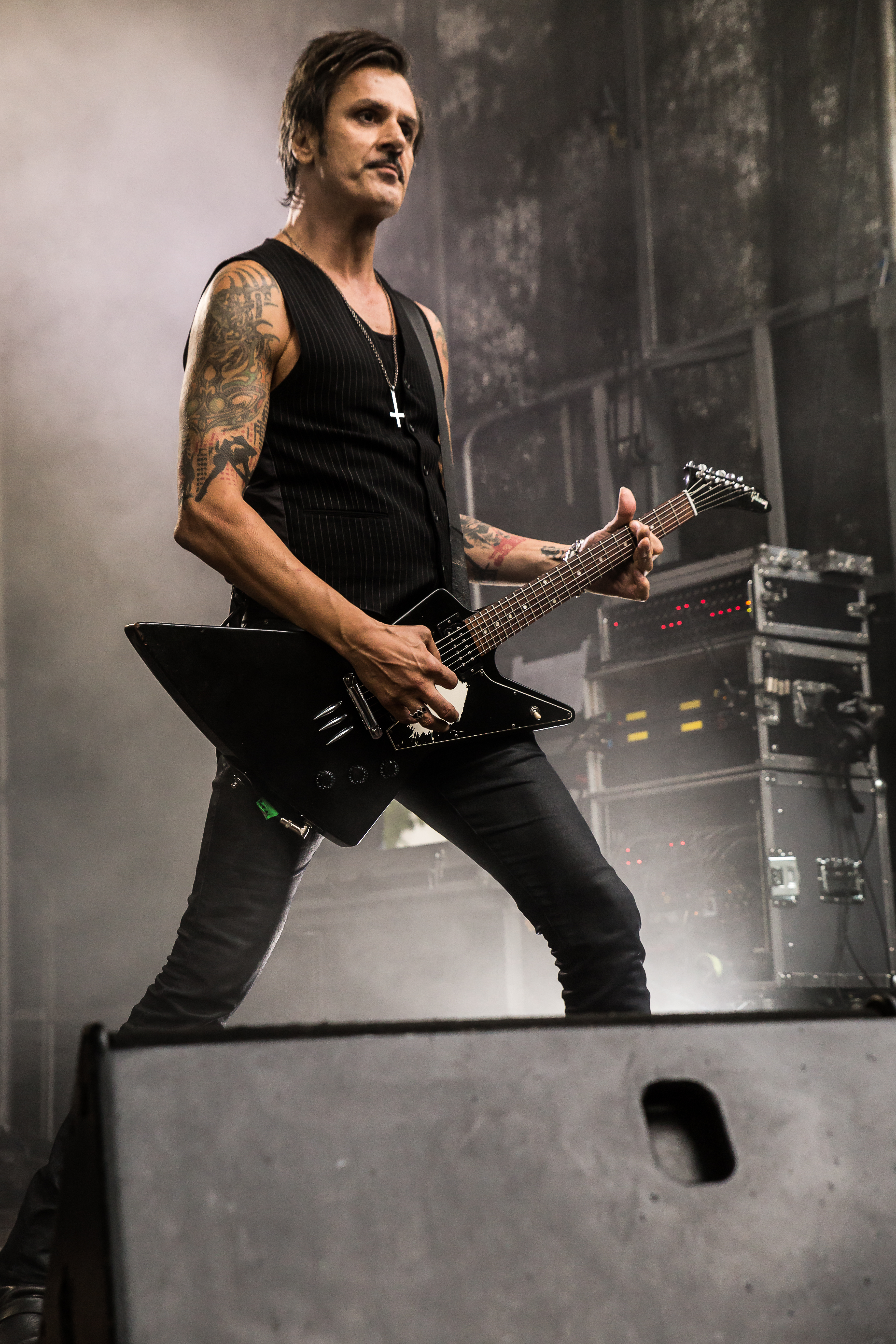
ギターのマルセル・ズルチャー（2018年）

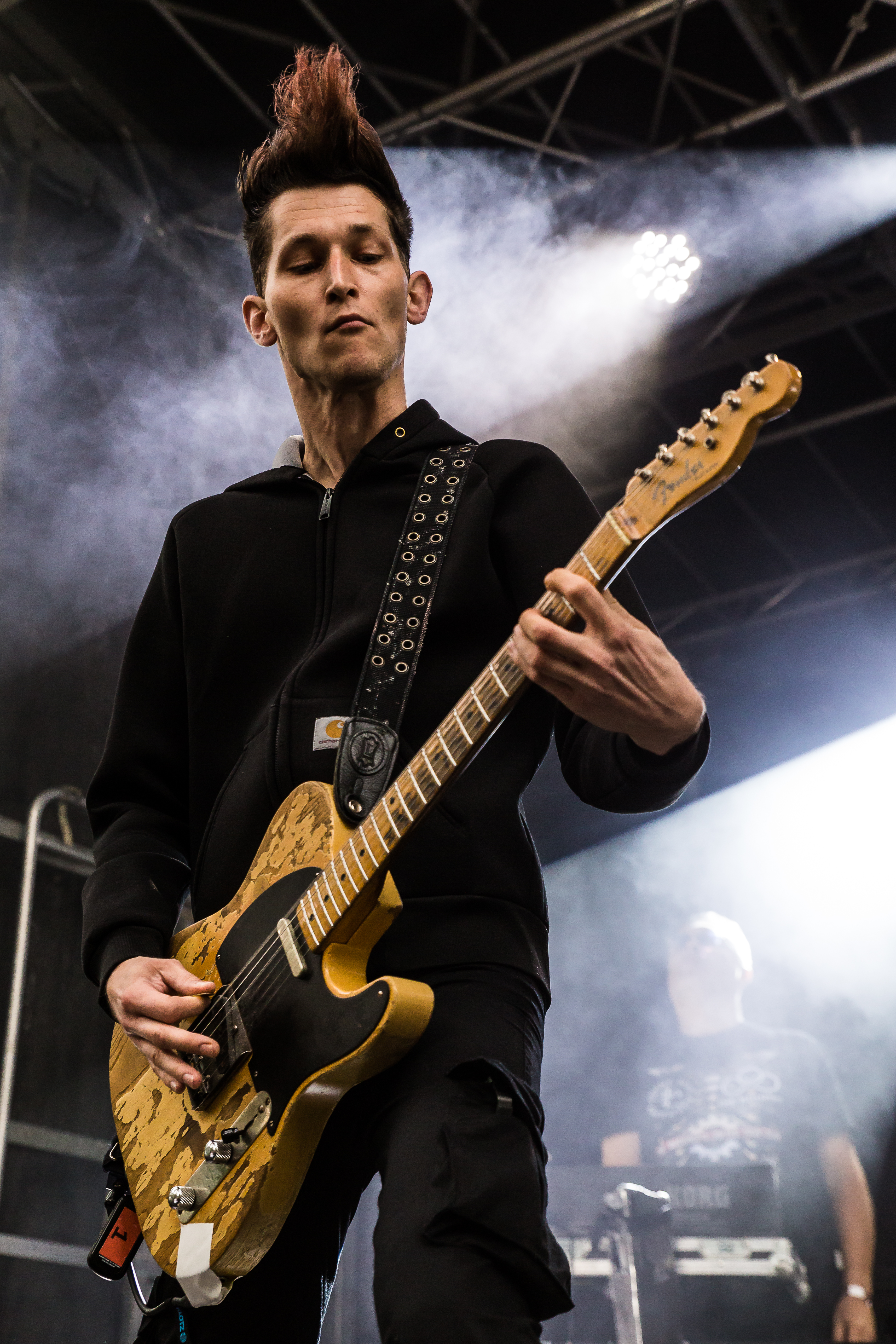
ギターのニルス・フィンケイセン（2018年）

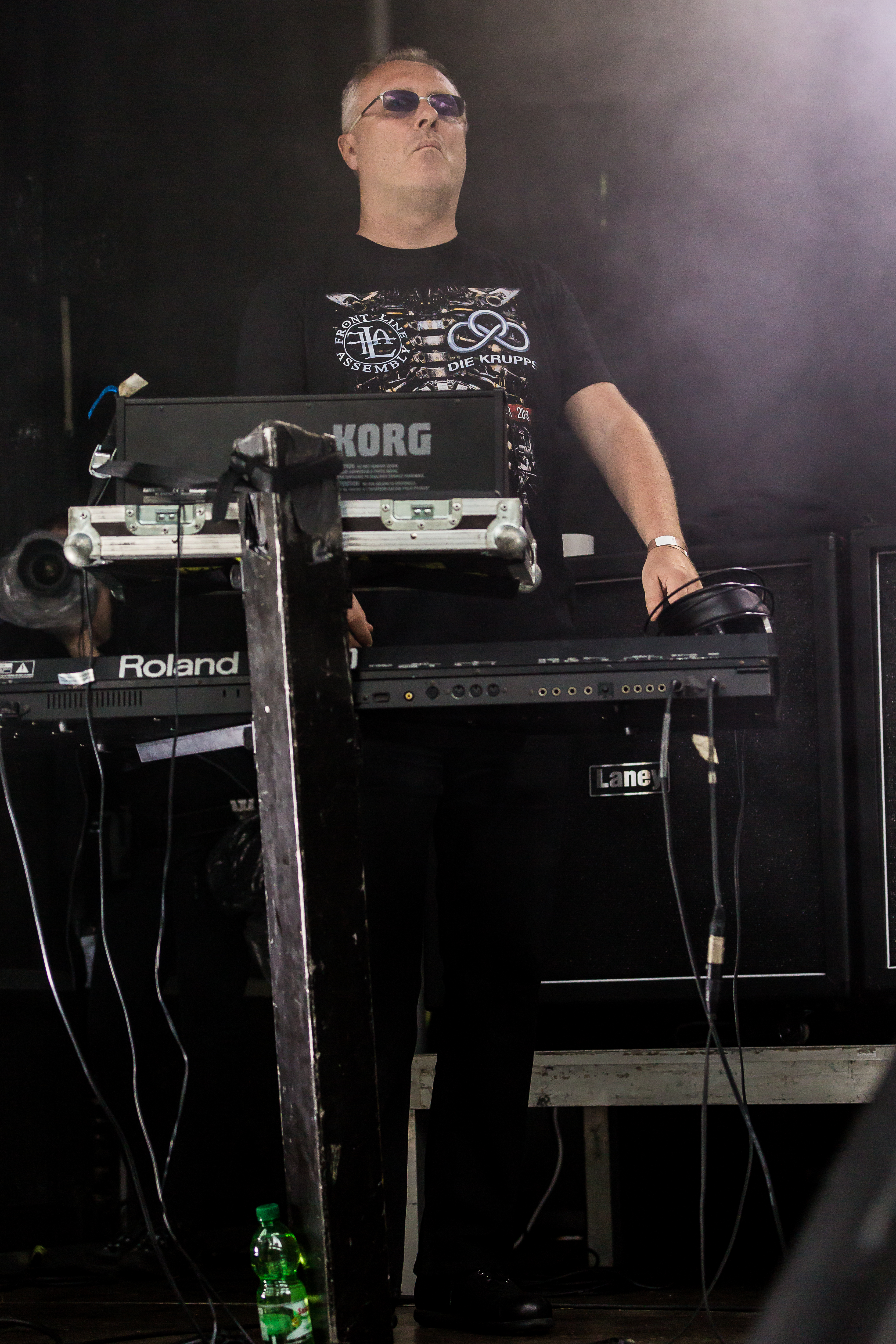
ラルフ・ドーパー（2018年）

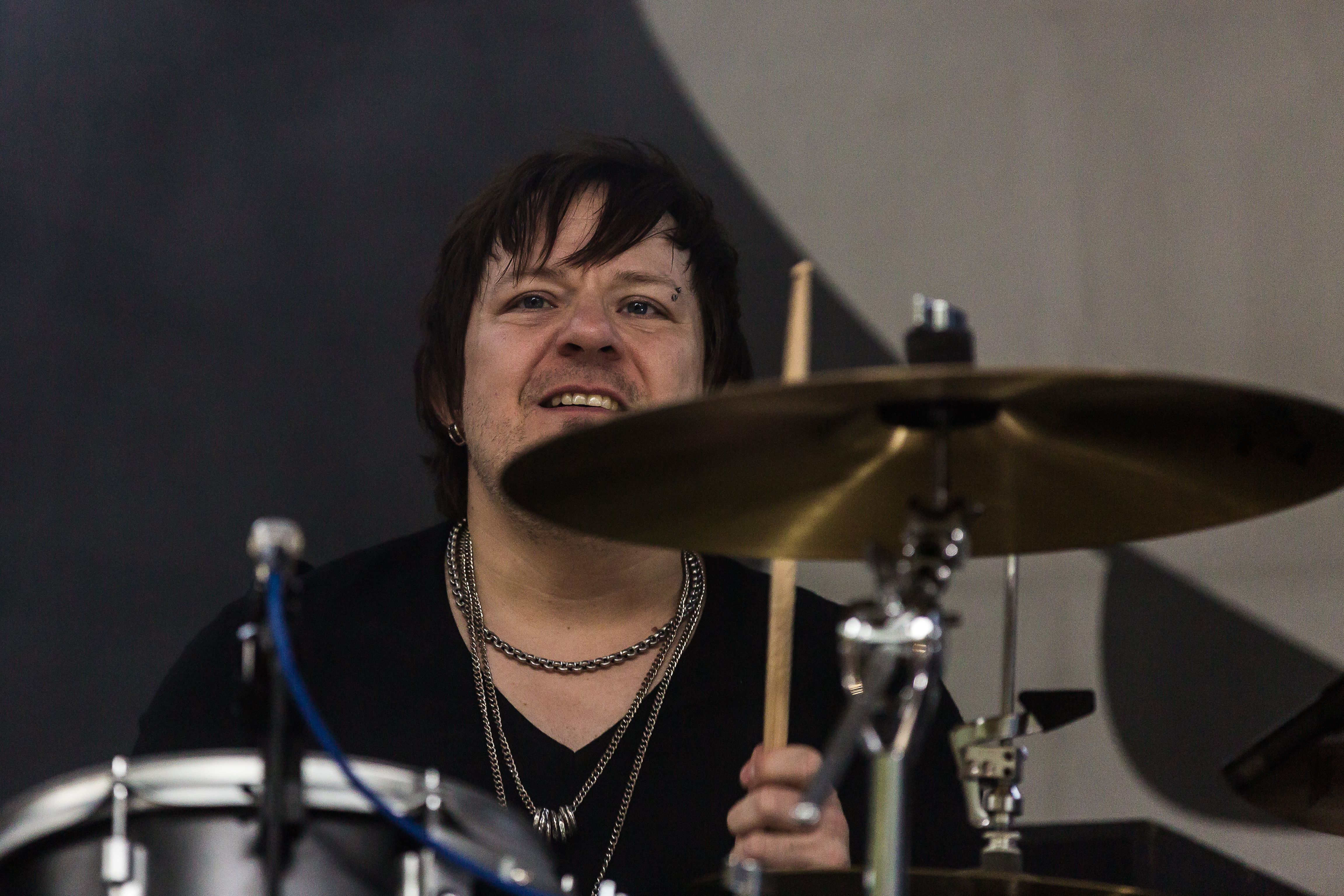
ドラムのポール・ケラー（2018年）

- ユルゲン・エングラー - ボーカル、ギター、キーボード、シンセサイザーと打ち込み、メタル・パーカッション (1980年-1985年、1989年-1997年、2005年- )
- ラルフ・ドーパー - キーボード、シンセサイザー、プログラミング (1980年-1982年、1985年、1989年-1997年、2005年- )
- マルセル・ズルチャー - ギター、キーボード (2005年- )
- ニルスフィン・ケイセン - ギター（2015年- )
- ポール・ケラー - ドラム（2018年- )

### 旧メンバー
- ブラッドリー・ビルズ - ライブ・ドラム (2013年-2014年)
- ルディ・エッシュ - ベース (1989年-1997年、2005年-2011年)
- クリストフ・"ヌーク"・ミシェルフェイト - ドラム、電子パーカッション
- ベルンワード・マラカ - ベース (1980年-1982年)
- ヘンドリック・ティースブランメル - ライブ・ドラム (2016年-2018年)
- フランク・ケルゲス - ドラム
- エヴァ-マリア・ゲスリング - サクソフォーン (1981年)
- ティナ・シュネケンバーガー - シンクション、ベース
- ウォルター・イェーガー - ?
- クリストファー・リーツ - プログラミング、サンプリング (1995年-1997年)
- リー・アルタス - ギター (1992年-1997年)
- ダレン・ミンター - ドラム (1993年)
- ジョージ・ルイス - ドラム (1997年)
- オリバー・ロール - ドラム
- アヒム・フェルバー - ドラム
- オリバー・ロール - ドラム（1992年、2015年-2016年)

## ディスコグラフィ

### アルバム
- 『鉄工所交響曲』 - Stahlwerksynfonie (1981年)
- 『死亡遊戯』 - Volle Kraft voraus! (1982年)
- 『全速前進』 - Entering the Arena (1985年)
- I (1992年)
- II – The Final Option (1993年)
- The Final Remixes (1994年)
- 『オデッセー・オブ・ザ・マインド』 - III – Odyssey of the Mind (1995年)
- 『リングス・オブ・スティール』 - Rings Of Steel (1995年) ※リミックス集
- Paradise Now (1997年)
- 『ザ・マシニスツ・オブ・ジョイ』 - The Machinists of Joy (2013年)
- V – Metal Machine Music (2015年)
- Stahlwerkrequiem (2016年)
- Live im Schatten der Ringe (2016年)
- Vision 2020 Vision (2019年)
- Songs from the Dark Side of Heaven (2021年)

### シングル & EP
- 『真の労働・真の報酬』 - Wahre Arbeit, wahrer Lohn (1981年)
- Goldfinger (1982年)
- Risk (1985年)
- Machineries of Joy (1989年)
- Germaniac (1990年)
- Metal Machine Music (1992年)
- The Power (1992年)
- 『トリビュート・トゥ・メタリカ』 - A Tribute to Metallica (1992年)
- Fatherland (1993年)
- To the Hilt (1994年)
- Crossfire (1994年)
- Bloodsuckers (1994年)
- Isolation (1995年)
- Scent (1995年)
- Remix Wars Strike 2: Die Krupps vs. Front Line Assembly (1996年)
- Fire (1997年)
- Rise Up (1997年)
- Black Beauty White Heat (1997年)
- Wahre Arbeit, wahrer Lohn / Der Amboss (2005年)
- Volle Kraft Null Acht (2009年)
- Als wären wir für immer (2010年)
- Industrie-Mädchen (2012年)
- Risikofaktor (2013年)
- "Nazis auf Speed" (2013年)
- "Robo Sapien" (2014年)
- "Battle Extreme" / "Fly Martyrs Fly" (2015年)
- "Kaltes Herz" (2015年)
- "Alive in a Glass Cage" (2016年) ※feat. Caliban
- "F*ck You" (2018年)

### アナログ盤
- Metall Maschinen Musik 91-81 Past Forward (1991年)
- Rings of Steel (1995年)
- Metalmorphosis of Die Krupps (1997年)
- 『ファウンデーション』 - Foundation (1997年)
- Too Much History. The Electro Years (Vol. 1) (2007年)
- Too Much History. The Metal Years (Vol. 2) (2007年)
- Too Much History. Limited edition double CD set (2007年)

### コンピレーション・トリビュート（一部）
- Extended Electronics (2006年)
- This Is Industrial Hits of the '90s  (2007年)
- Advanced Electronics Vol. 8 (2010年)
- The Dark Box – The Ultimate Goth, Wave & Industrial Collection 1980–2011 (2011年)
- Russian Industrial Tribute to Die Krupps (2013年)
- Elektrozorn Vol. 1 (2014年)